# Scolosanthus maestrensis
Scolosanthus maestrensis är en måreväxtart som beskrevs av Brother Alain. Scolosanthus maestrensis ingår i släktet Scolosanthus och familjen måreväxter. Inga underarter finns listade i Catalogue of Life.